# Cijevna (Podgorica)
Pour les articles homonymes, voir Cijevna.
Cijevna (en serbe cyrillique : Цијевна; en albanais : Cem) est un village de l'est du Monténégro, dans la municipalité de Podgorica.

## Démographie

### Évolution historique de la population
| 1948 | 1953 | 1961 | 1971 | 1981 | 1991 | 2003 |
| ---- | ---- | ---- | ---- | ---- | ---- | ---- |
| 173  | 186  | 198  | 214  | 134  | 91   | 100  |